# Ngouon

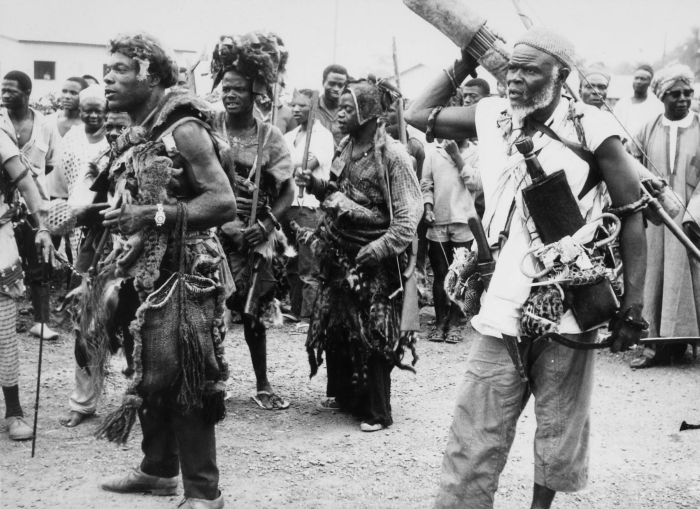
Image du Ngouon dans le Cameroun pré colonial

Le Ngouon est une manifestation culturelle ancrée dans l'univers du Royaume Bamoun, instituée par Nchare Yen un an après sa création en 1394. Cette tradition revêt une importance significative dans la culture bamoun. Le Ngouon se présente comme une expression artistique et culturelle qui se déploie dans des rituels et des festivités, offrant ainsi un aperçu  de l'identité et des valeurs du peuple Bamoun.

## Historique

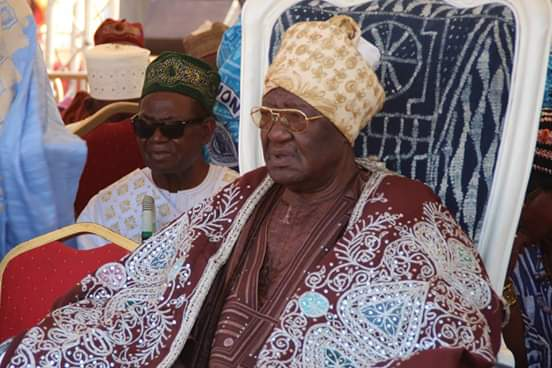
Le Sultan Roi des Bamoun au Ngouon

Le Ngouon est à la fois un insecte coléoptère et une manifestation culturelle au sein du Royaume Bamoun. Cet insecte tire son nom de sa préférence pour le suc amer de l'arbre ndolè, également connu sous le nom scientifique vernonia amygdalinaun. Sur le plan traditionnel, le Ngouon est considéré à la fois comme un instrument de musique mystérieux utilisé par une société secrète et comme le dieu des récoltes. Le Ngouon est célébré lors de circonstances telles que des récoltes infructueuses, des menaces à l'intégrité du royaume, le départ ou l'intronisation du Roi, à la demande du Roi ou des Fonangouon.
Le Ngouon, qui dure une semaine, a connu une période difficile au XXe siècle, en raison de son interdiction par les instances coloniales françaises à partir de 1924, sous le règne du Roi Njoya, le 17e souverain du Peuple Bamoun.
Deux décennies plus tard, c'est sous le règne du Roi Seidou Njimoluh que le ngouon renaît. En 1958, la célébration du Ngouon a été autorisée à l'occasion de l'inauguration de la grande mosquée de Foumban. Par la suite, le Ngouon a été célébré à quatre reprises : d'abord en 1963 pour marquer les trente ans de règne du Roi Seidou Njimoluh, en 1976 pour accompagner les premières Journées Culturelles et Économiques du Peuple Bamoun, en 1985 pour célébrer le cinquantenaire de son règne et le centenaire de la naissance du Roi Njoya, et en 1992, un an après l'accession au trône du Roi Mbombo Njoya.
Depuis 1994, le Ngouon est célébré tous les deux ans, marquant ainsi un retour régulier de cette fête dans la vie des Bamoun. Les festivités du Ngouon se déroulent selon un programme bien établi.

## Déroulement
Le festival se décline en trois articulations spectaculaires : le Shâpam, le Kûmutngu et le Shômelue.
Le Shâpam :

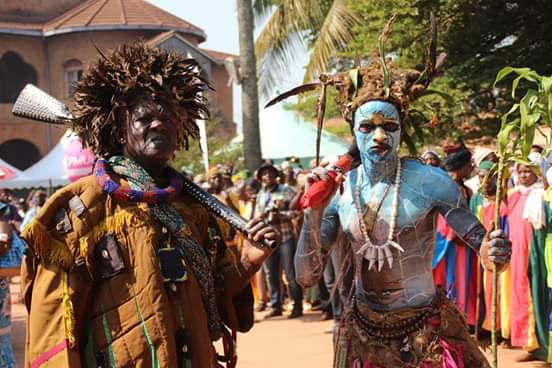
Performance Rituelle pendant le Ngouon

Le Shâpam est le premier moment spectaculaire du Ngouon. Il se déroule le samedi matin dans la grande cour traditionnelle d'apparat appelée Yiéyen Njâ. Pendant cet échange mystique, le roi et les Fonangouon (prêtres) participent à un rituel où chaque Fonangouon porte un sac traditionnel contenant des fétiches aux pouvoirs puissants. Le roi tire successivement un type de fétiche de chaque sac et le met dans le sien. Cet acte symbolise la démonstration de la force et de la sagesse du roi devant le peuple.
Le Kûmutngu :
Immédiatement après le Shâpam, le Kûmutngu est un moment spectaculaire où le roi est dépouillé de toute sa richesse et de ses attributs royaux. Il se tient debout pendant le réquisitoire des Fonangouon devant le Kûmutngu. Pendant environ trente minutes, les prêtres exercent leur pouvoir en énumérant les reproches et les mauvais comportements du roi et du peuple. Le roi reconnaît ses torts et accepte le pardon des Fonangouon. Après de nombreux supplices, il est à nouveau investi et prononce le discours du trône. La cérémonie se termine par l'immolation d'un mouton, symbolisant la purification du royaume.
Le Shômelue :

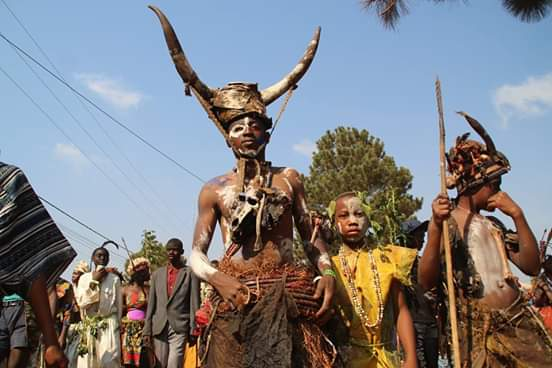
La Parade au Ngouon

Le Shômelue est la dernière étape spectaculaire du Ngouon. Il s'agit d'une simulation de guerre après le grand rassemblement du tambour (Nkindi). Le roi et son peuple effectuent un déplacement symbolique vers les champs de bataille, commémorant ainsi les guerres menées pour étendre le royaume. Le retour du roi à la cour d'apparat est marqué par des émotions intenses, des soins aux blessés de guerre, l'allégeance du roi soumis, la présentation et l'affectation des prisonniers de guerre, ainsi que la présentation des trophées de guerre par les chefs de bataillons. Des danses de triomphe et d'autres manifestations festives ont lieu pour célébrer le retour victorieux du roi et de son armée.
Les trois articulations spectaculaires du Shâpam, du Kûmutngu et du Shômelue jouent un rôle essentiel dans cette célébration. Elles mettent en valeur la puissance et la sagesse du roi, permettent la réconciliation avec les prêtres et le peuple, et commémorent les guerres passées. Le Ngouon est également caractérisé par son ouverture à toutes les couches sociales, ce qui en fait un événement interculturel significatif pour la communauté bamoum.

## Célébrations et Transmission

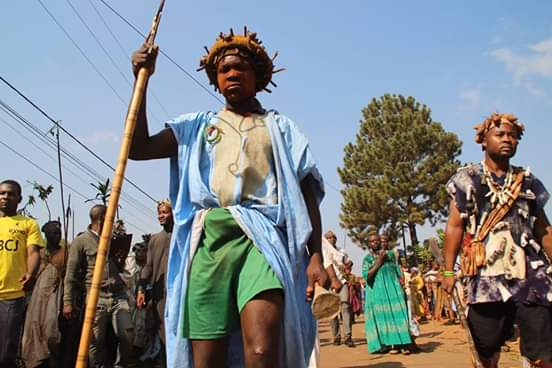
Parade au Ngouon

Les rituels du Ngouon sont accompagnés de célébrations populaires qui culminent le dimanche avec une grande marche carnavalesque et le retour triomphal du monarque au palais. Ces festivités sont l'occasion pour la communauté Bamoun de célébrer l'unité et la continuité de leur tradition culturelle.
La pratique du Ngouon est transmise de manière informelle au sein des familles, des groupes et des sociétés secrètes de la communauté Bamoune. Cette transmission permet de préserver et de perpétuer les rituels du Ngouon, garantissant ainsi sa survie pour les générations futures.

## Impact et Valeurs
Le Ngouon joue un rôle essentiel dans la cohésion sociale de la communauté Bamoune en favorisant le dialogue, l'harmonie et la paix. Les rituels offrent un espace où les membres de la communauté peuvent exprimer leurs opinions et participer activement aux décisions qui concernent le royaume. Cela renforce le sentiment d'appartenance et de responsabilité envers la collectivité.
Les rituels du  Ngouon défendent également des valeurs fondamentales telles que la liberté d’expression, la responsabilité et l'humilité. En permettant aux membres de la communauté de prendre part au procès public du monarque, le Ngouon encourage la transparence et la reddition des comptes dans la gouvernance.
le Ngouon représente un ensemble de rituels de gouvernance et d'expressions culturelles qui jouent un rôle crucial dans la communauté Bamoun. Ces rituels promeuvent le dialogue, l'harmonie et la paix, tout en défendant des valeurs telles que la responsabilité, la liberté d'expression et l'humilité. Le Ngouon est un témoignage vivant de l’histoire  et de l'identité de la communauté Bamoun, et il continue de jouer un rôle central dans la cohésion sociale et le maintien de ses valeurs culturelles.

## Inscription du Nguon au patrimoine culturel immatériel de l’Unesco
Le  Ngouon a été inscrit sur la Liste représentative du patrimoine culturel immatériel de l'UNESCO en décembre 2023. Cette reconnaissance est le résultat d'une démarche entreprise par le Cameroun, en collaboration avec les pays de la sous-région Afrique Centrale. Le processus d'inscription implique une évaluation approfondie de la valeur culturelle, de la signification et de la sauvegarde de l'élément proposé.
Après avoir été évalué par des experts et des comités spécialisés de l'UNESCO, le Ngouon a été jugé mériter d'être inscrit en raison de son importance culturelle, de sa transmission intergénérationnelle et de son rôle dans l'identité des communautés qui le pratiquent. L'inscription du Ngouon sur cette liste prestigieuse confère une reconnaissance internationale à cette pratique culturelle et contribue à sa visibilité, à la promotion de la diversité culturelle de la sous-région de l'Afrique centrale, ainsi qu'au développement du tourisme dans les pays membres.